# 夏弗湖高地 (加利福尼亞州)
夏弗湖高地（英語：Shaver Lake Heights）是位於美國加利福尼亞州弗雷斯諾縣的一個非建制地區。該地的面積和人口皆未知。

## 地理
夏弗湖高地的座標為36°06′25″N 119°19′13″W / 36.10694°N 119.32028°W，而該地的平均海拔高度為1707米（即5600英尺）。